# Shigeru Kaho
Shigeru Kaho (1909 – 1981) è stato un astronomo giapponese.
Shigeru Kaho è stato un astrofilo giapponese divenuto in seguito un astronomo. 
Si è occupato in particolare di stelle variabili: ha collaborato con l'AAVSO con la sigla KA  e quando è diventato professionista ha lavorato nello stesso campo presso l'Osservatorio astronomico di Tokio. 
È noto per la coscoperta della cometa non periodica C/1936 O1 Kaho-Kozik-Lis, la prima cometa scoperta nei tempi moderni in Giappone.

## Riconoscimenti
Nel 1936 ha ricevuto la 156° Medaglia Donohoe . 
Nel 1991 gli è stato dedicato un asteroide, 4284 Kaho.
Gli è stato intitolato un premio, il Kaho prize, che viene assegnato annualmente a un astrofilo .